# Andrzej Pluciński
Andrzej Pluciński (Cracóvia, 13 de julho de 1915 - Londres, 27 de agosto de 1963) é um ex-basquetebolista polonês que integrou a seleção polonesa que competiu nos VI Jogos Olímpicos de Verão realizados em Berlim em 1936.